# Henri Parinaud
Pour les articles homonymes, voir Parinaud.
Henri Parinaud, né le 1er mai 1844 à Bellac (Haute-Vienne) et mort le 23 mars 1905 à Paris, est un ophtalmologue et neurologue français. Il est considéré comme le fondateur de l'ophtalmologie française.

## Aperçu biographique
En 1869, Henri Parinaud commençe des études de médecine à Limoges. La guerre franco-prussienne de 1870 interrompit ses études. Il travailla sur le front des combats dans les services ambulanciers de la Croix-Rouge française sous la direction de Léon Clément Le Fort. Après la guerre, il reprend ses études médicales à Paris et devint l'assistant de Noël Guéneau de Mussy, puis de Odilon Lannelongue.
Il présenta sa thèse de doctorat sur "le nerf optique et la méningite chez l'enfant". Jean-Martin Charcot fut très intéressé par ce travail et engagea Parinaud comme collaborateur à l'Hôpital de la Salpêtrière.
Henri Parinaud travailla deux années comme chef de clinique sous la direction de Xavier Galezowski. À sa mort, son ami Joseph Babinski devint le tuteur de ses trois fillettes.
Sous le pseudonyme de Pierre Erick, il publie des pièces musicales[réf. souhaitée].
Il est promu officier de la Légion d'honneur en 1900.

## Éponymie

### Le syndrome de Parinaud
Le syndrome de Parinaud fut décrit par Henri Parinaud en 1889. Ce syndrome se manifeste par une paralysie verticale du regard parfois associée à une paralysie de la convergence avec immobilité de la pupille et une paralysie du nerf oculomoteur (lésion des tubercules quadrijumeaux ou de la région sous-thalamique, tumeur, encéphalique, pseudo paralysie bulbaire).
En 1889, Henri Parinaud décrivait trois patients ayant développés une conjonctivite unilatérale associée à des adénopathies adjacentes préauriculaires qui évoluaient et régressaient spontanément en quelques semaines ou quelques mois.
Les principales causes du syndrome de Parinaud peuvent être une tumeur au cerveau au niveau de la glande pinéale, la sclérose en plaques, ou encore à la suite d'un accident vasculaire cérébral. Ces manifestations cliniques peuvent être associées avec une hydrocéphalie, une hémorragie crânienne ou une malformation artéro-veineuse cérébrale.

### Le syndrome oculo-glandulaire
Le syndrome oculo-glandulaire ou conjonctivite de Parinaud peut s’observer dans la maladie des griffes du chat. Ce syndrome est une  bartonellose oculaire, c’est-à-dire une infection de l’œil consécutive à la contamination conjonctivale indirecte par la bactérie Bartonella henselae et non à la griffure du chat. La maladie des griffes du chat a été décrite dans de nombreux pays. Sa prévalence varierait avec la densité des populations de chats, l'exposition humaine aux chats, et à l'importance du degré d'infestation de ces mêmes chats par des puces.
La première description d’une bartonellose oculaire a été donnée par Henri Parinaud en 1889. Bartonella henselae est l’agent de la bartonellose oculaire de la maladie des griffes du chat et, chez le sujet immunodéprimé, de l’angiomatose bacillaire et de la péliose hépatique.

### L'échelle Parinaud
Henri Parinaud élabore une échelle de distance (dite « Échelle Parinaud ») pour l'analyse de la vision. L'acuité visuelle se calcule en dixièmes. L'acuité visuelle de près est déterminée par des tests vus à 33 cm (distance de lecture : test optométrique) conçus par Henri Parinaud,.

## Œuvres et publications
- Étude sur la névrite optique dans la méningite aiguë de l'enfance, [thèse de médecine de la Faculté de médecine de Paris], impr. A. Parent (Paris), 1877.
- De la polyopie monoculaire dans l'hystérie, J.S. Van Doosselaere (Gand), 1878.
- De la névrite optique dans les affections cérébrales, J.S. Van Doosselaere, 1879.
- « L’héméralopie et les fonctions du pourpre visuel », in: Comptes rendus hebdomadaires des séances et mémoires de la Société de biologie, 1881, vol. 93, p. 286-287.
- « De l'héméralopie dans les affections du foie et de la nature de la cécité nocturne », in: Arch. Gén. Méd, 1881, vol. 1, p. 403-414.
- « Du siège cérébral des images accidentelles ou consécutives », in: Gazette des Hôpitaux, 1882, vol. 55, p. 459.
- La Kératite interstitielle et la syphilis héréditaire, Asselin (Paris), 1883.
- « Paralysie des mouvements associés des yeux », in: Arch Neurol, 1883, vol. 5, no 14, p. 145-72.
- « Troubles oculaires de la sclérose en plaques », in: J Santé, 1884, vol. 3, p. 3-5.
- Dermoépithéliome de l'œil tumeur non décrite, Impr. Davy (Paris), 1884.
- « Paralysie de la convergence », in: Bull Mem Soc Franc Ophthal, 1886, vol. 4, p. 23-33.
- Rapport sur le traitement du strabisme, [Congrès de 1893 de la Société française d'ophtalmologie], G. Steinheil (Paris), 1893, lire en ligne sur Gallica.
- « La sensibilité de l'œil aux couleurs spectrales : fonctions des éléments rétiniens et du pourpre visuel », in: Ann. d'oculistique, T. XCII, Oct, 1894.
- « Nouveau procédé opération du ptosis », in: Ann Oculist, 1897, vol. 118, p. 13.
- La vision : étude physiologique, Doin (Paris) , 1898, Texte intégral.
- « Conjonctivite infectieuse transmise par les animaux », in: Ann Ocul, 1889, vol. 101, p. 252-253.
- Le strabisme et son traitement, Doin (Paris), 1899.
- Stéréoscopie et projection visuelle, Doin (Paris), 1904.

En collaboration
- avec Félix Giraud-Teulon : Échelle optométrique : acuité visuelle : perception de la lumière et des couleurs, Roulot (Paris), 1888.
- avec Pierre Marie : Névralgie et paralysie oculaire à retour périodique, constituant un syndrome clinique spécial, impr. de C. Hérissey (Evreux), [S. d., 1886].
- avec Photinos Panas, E. Valude : Traitement des maladies des yeux, Rueff, 1897, 471 p.